# Peromyscus yucatanicus
Peromyscus yucatanicus és una espècie de mamífer rosegador de la família dels cricètids. Viu a Mèxic i Guatemala. Els seus hàbitats naturals són els boscos caducifolis, semicaducifolis i secundaris. És una espècie en risc mínim, és a dir, no sembla que hi hagi cap amenaça significativa per a la seva supervivència. El seu nom específic, yucatanicus, significa ‘de Yucatán’ en llatí.